# Mael Mórdha
Mael Mórdha (ausgesprochen: „Mail Moor-ah“) ist eine Death-Doom- und Celtic-Metal-Band aus Dublin in Irland. Die Band beschreibt ihren Stil selbst als „Gaelic Doom Metal“.

## Geschichte
Mael Mórdha wurde im Januar 1998 durch Roibéard Ó Bogail (Ex-Sänger von Dreamsfear) gegründet. Ein Jahr später wurde die erste EP der Band, The Path to Insanity, aufgenommen. Nur wenige Monate später folgte im Frühjahr 2000 The Inferno Spreads. Kurz darauf stiegen die beiden Gitarrenspieler der Band aus, für die mit Gerry Clince nur ein Gitarrenspieler wieder zur Band stieß. In den folgenden Jahren erarbeitete sich die Band durch zahlreiche Auftritte in Irland einen gewissen Bekanntheitsgrad in ihrem Heimatland. Nach mehreren Bassistenwechseln in dieser Zeit fand die Band mit dem Pagan-Reign-Bassisten Dave Murphy ein dauerhaftes neues Mitglied.
Dank der zwei erfolgreichen EPs Caoineadh na nGael und Cluain Tarbh nahm das dänische Label Karmageddon Media die Band unter Vertrag. Das Debütalbum Cluain Tarbh wurde schließlich am 12. September 2005 veröffentlicht. Eine alternative Version des Titelliedes wurde auf einer Split-LP zusammen mit Primordial durch Sentinel Records im Winter 2005 veröffentlicht. 2005 bewarb sich Mael Mórdha beim irischen Vorentscheid des Eurovision Song Contest mit dem Ziel, für Irland beim Finale in Kiew in der Ukraine aufzutreten.
Aufgrund ernsthafter interner Probleme, die auch den Vertrieb des Albums betrafen, kündigte Mael Mórdha den Vertrag mit Karmageddon und wechselte im Februar 2006 zum deutschen Label Grau Records. Am 19. März 2007 erschien das zweite Album, Gealtacht Mael Mórdha. Der Titel bedeutet so viel wie Schlachtwahnsinn von Mael Mórdha. Das Debütalbum wurde 2008 durch Grau Records inklusive zweier Bonustracks, welche von der 1999 erschienenen EP The Path to Insanity stammen, wiederveröffentlicht. Über die Jahre spielte die Band auch bei mehreren größeren Konzerten und Festivals wie Abbeyleix Metalfest (1999), Day of Darkness (2003, 2004, 2007), Bloodstock Open Air (2006), Heathen Crusade II (Saint Paul, USA- 2007), Doom Shall Rise  (Göppingen – 2007) und Dutch Doom Days (Rotterdam – 2007).
Das dritte Album, Manannán, erschien am 14. Mai 2010.

## Stil
Die Musik Mael Mórdhas lässt sich dem Doom Metal zuordnen. Einflüsse anderer Genres wie Progressive Metal oder dem traditionellen irischen Folk ergänzen das musikalische Konzept. Der Gesang wird sowohl klar als auch krächzend, also mit Tendenzen zum Growling, vorgetragen. Die Texte der Lieder behalden die „mystische und blutigen Vergangenheit Irlands“. Verglichen wird die Band unter anderem mit Primordial, My Dying Bride, Cathedral und Paradise Lost.

## Diskografie

### Studioalben
- 2005: Cluain Tarbh
- 2007: Gealtacht Mael Mórdha
- 2010: Manannán
- 2013: Damned When Dead

### Kompilationen
- 2005: Primordial / Mael Mórdha (Split-EP mit Primordial)

### EPs
- 1999: The Path to Insanity
- 2000: The Inferno Spreads
- 2003: Caoineadh na nGael
- 2004: Cluain Tarbh E.P.